# Jerzy Buzek
Jerzy Karol Buzek (født 3. juli 1940 i Smilovice, i det nuværende Tjekkiet) er en polsk politiker og professor dr hab. i kemisk ingeniørvidenskab. Jerzy Karol Buzek, der er lutheraner, var Polens premierminister i årene 1997–2001, og fra 2004 medlem af Europaparlamentet, som han 14. juli 2009 blev formand for. 
| Efterfulgte: Włodzimierz Cimoszewicz | Polens premierminister 1997–2001 | Efterfulgtes af: Leszek Miller |

| Efterfulgte: Hans-Gert Pöttering | Formand for Europa-Parlamentet 2009–2012 | Efterfulgtes af: nuværende |

- Wikimedia Commons har flere filer relateret til Jerzy Buzek